# Charles Henry Kettle

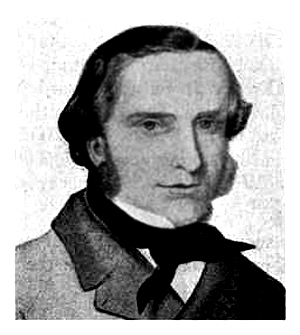
Charles Henry Kettle

Charles Henry Kettle (* 6. April 1821 in Kent, England; † 5. Juni 1862 in Dunedin, Neuseeland) war Landvermesser, Planer und Politiker in Dunedin.

## Leben
Über Charles Henry Kettles Kindheit ist nicht viel bekannt, außer dass sein Vater Matthew Kettle hieß, er sehr gebildet gewesen sein soll und bereits mit 14 Jahren, von 1835 bis 1839, an der Queens Grammar School in Faversham, Kent, als Mathematiklehrer assistierte.
1839 entschied er für sich, nach Neuseeland auszuwandern. Er erreichte Wellington am 31. Januar 1840 und arbeitete zuerst als Büroangestellter. Als man seine mathematischen Fähigkeiten erkannte, bekam er einen Job bei der New Zealand Company als Assistent in der Landvermessung. Er erforschte die Gegend um Wellington, Hutt Valley und im Manawatu District, später durchzog er zusammen mit Alfred Wills die Tararua Range bis Wairarapa und gelangte mit diesen Erforschungen zu Anerkennung.
Im Januar 1843, Kettle wurde nicht mehr benötigt, reiste er zurück nach England. Dort kam er in Kontakt mit George Rennie (1802–1860), Bildhauer, Politiker und aktiver Förderer der Ansiedlung in Otago. Rennie gewann ihn für das Otago-Ansiedlungsprojekt. Danach reiste er fast zwei Jahre in England und Schottland umher, oft auch mit George Rennie und Thomas Burns zusammen, um als Planungsexperte für das Ansiedlungsprojekt zu werben.
Am 10. September 1845 heiratete er Amelia Omer, mit der er 10 Kinder haben sollte. Noch im selben Monat wurde er von der New Zealand Company zum Erkundungsleiter der Otago-Ansiedlung ernannt. Am 23. Februar 1846 erreichte er mit seiner Frau Otago Harbour. Basierend auf den Arbeiten von Frederick Tuckett knapp zwei Jahre zuvor, machte sich Kettle an die Arbeit Port Chalmers und New Edinburgh, dem späteren Dunedin, zu planen. Er wurde in dieser Zeit als solider und verlässlicher „Arbeiter“, der sich durch sein Engagement auch manchmal bis an seine Leistungsgrenzen brachte, bekannt und dafür geschätzt.
Kettle, als starke Persönlichkeit entwickelt, legte sich mehr und mehr mit seinen Vorgesetzten an und kam schließlich auch in Konflikt mit William Cargill, dem ungefochtenen Leiter der Ansiedlung. Cargill versuchte 1851, nachdem die New Zealand Company sich wegen wirtschaftlicher Probleme aus dem Siedlungsprojekt verabschiedet hatte, Kettle zu kündigen. Kettle wehrte sich erfolgreich und wurde schließlich als Kompromiss 1852 als Planer für Otago und sechs Monate später zum Urkundsbeamten berufen. Doch seine Position wurde systematisch geschwächt, worauf Kettle 1854 von beiden Positionen zurücktrat und im Clutha District für einige Jahre zum Schaffarmer wurde.
Kettle hatte bereits 1848 begonnen, seine Zukunft abzusichern. Mit Landkäufen und Verkäufen war er so erfolgreich, dass er sich schließlich 1860 mit nur 39 Jahren in Dunedin zur Ruhe setzen konnte. Kettle wurde in Folge ein gesellschaftlich engagierter Mensch, mit Sinn für Bildung und Jugendarbeit und war in der Abstinenzbewegung tätig. Er verfehlte die Wahl zum Otago Provincial Council im Jahr 1857, konnte sich aber in der Wahl für das House of Representatives 1862 durchsetzen und bekam einen Sitz. Im Januar 1862 wurde er noch zum Revisor der Provinz Otago benannt. Doch ein nachhaltiges Wirken in beiden Positionen wurde ihm verwehrt.
Er starb am 5. Juni 1862 in Dunedin an Typhus.